# Пульман, Шимон
Шимон Пульман (пол. Szymon Pullman; 15 февраля 1890, Варшава — август 1942, Треблинка) — польский скрипач, дирижёр, музыкальный педагог, основатель и руководитель музыкального ансамбля и камерного оркестра.

## Биография
Родился в Варшаве в еврейской семье. Двоюродный брат актрисы Иды Каминской. В 1905—1909 учился у Леопольда Ауэра в Санкт-Петербургской консерватории. С 1905 начал выступать с концертами в Польше, России и Франции. С 1910 изучал игру на скрипке в Варшаве.
В 1913 продолжил учёбу под руководством Мартена Пьера Марсика в Парижской консерватории.
Вернувшись в Варшаву, основал и возглавил камерный оркестр, выступающий с венской классической музыкой (1915—1920).
С 1921 жил в Вене. В 1920-х и 1930-х годах — преподавал игру на скрипке, альте и курс камерной музыки в Новой Венской консерватории (Neues Wiener Konservatorium).
В 1930 году основал музыкальный коллектив (ансамбль Пульмана), состоявший из 17 музыкантов (4 струнных квартетов и контрабаса). Ансамбль исполнял, в основном, музыку Бетховена. Оркестр под руководством Пульмана, регулярно выступал в Вене и по всей Европе до 1938 года. После музыкант переехал в Париж.
Среди его учеников были Феликс Галимир, Ричард Голднер и другие. Идеи Пульмана оказали влияние на подготовку нескольких поколений исполнителей камерной музыки в США, Австралии и других странах.
Начало Второй мировой войны застало Пульмана в Варшаве, куда он приехал с целью продажи дома, принадлежавшего его жене. Музыкант был схвачен оккупантами после немецкого вторжения в Польшу.
Заключенный в Варшавском гетто, руководил симфонический оркестром, созданном в гетто, в который вошли многие известные музыканты. Оркестр выступал до 1942 года.
Затем в начале августа 1942 года Пульман был перевезен в лагерь смерти Треблинка, и, как и все члены оркестра, предположительно, убит фашистами.